# Avapessa
Avapessa ist eine Gemeinde im französischen Département Haute-Corse auf der Insel Korsika.

## Geografie
Avapessa liegt auf 173–800 Metern über dem Meeresspiegel in der Balagne. Die Gemeinde gehört zum Kanton Calvi im Arrondissement Calvi und grenzt im Nordwesten und im Norden an Calvi, im Osten und Südosten an Muro sowie im Süden und Südwesten an Montegrosso.

## Sehenswürdigkeiten
- Kirche Santa Maria, erbaut im Jahr 1618

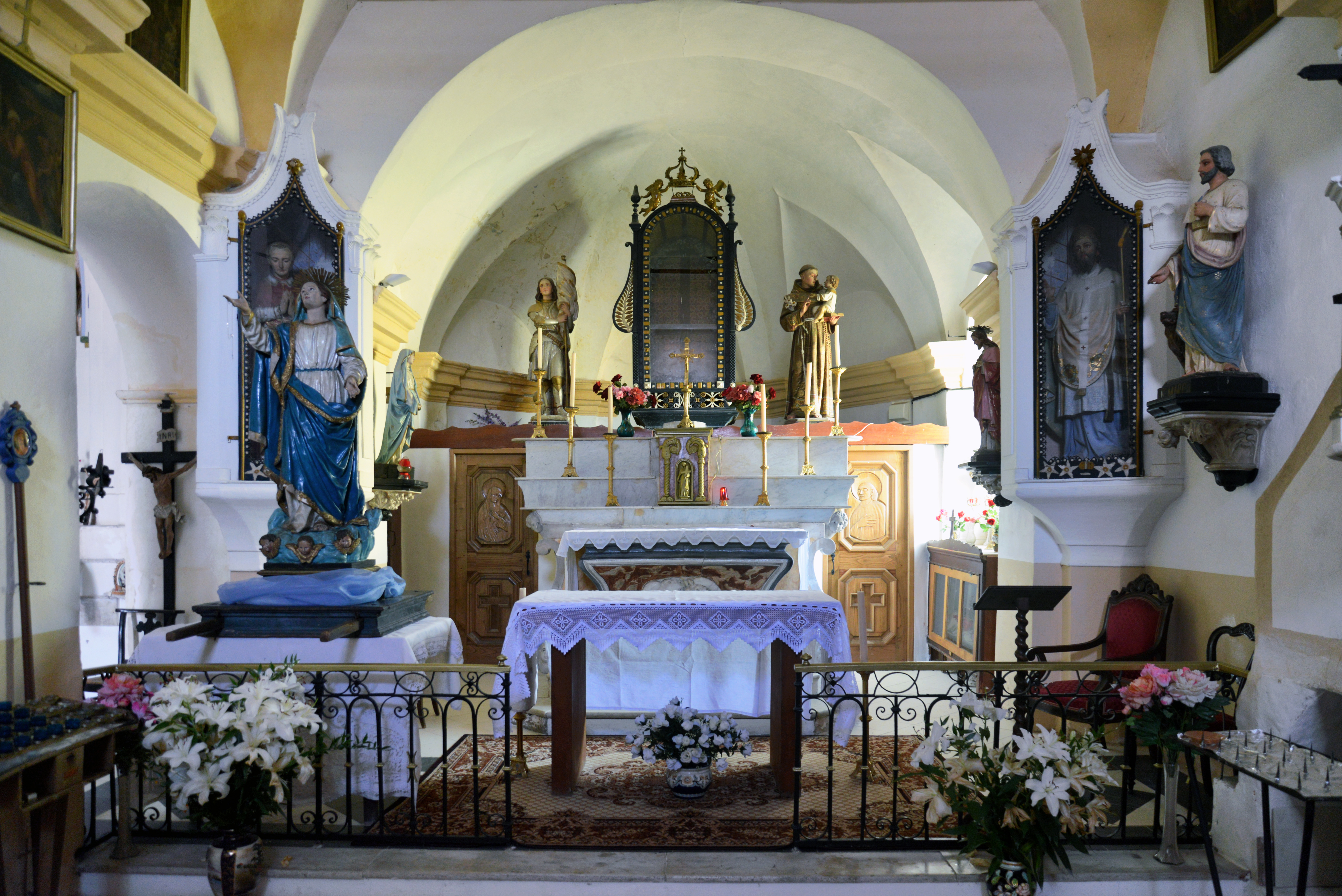
Innenansicht der Kirche Santa Maria

## Bevölkerungsentwicklung
| Jahr      | 1962 | 1968 | 1975 | 1982 | 1990 | 1999 | 2008 | 2014 |
| --------- | ---- | ---- | ---- | ---- | ---- | ---- | ---- | ---- |
| Einwohner | 107  | 73   | 70   | 57   | 65   | 65   | 79   | 86   |